# Városliget
A Városliget (németül: Stadtwäldchen, becenevén Liget, régebben viccesen Lizsé) Budapest egyik városrésze, egyben a második legnagyobb közparkja, a XIV. kerületben. Időrendben a világ egyik első közparkja. Területe definíciótól függően 100–120 hektár (1–1,2 km²). Ebből mintegy 81 hektár a tulajdonképpeni park, és abban kb. 6500 fa áll. További 19 hektárját a Fővárosi Állat- és Növénykert, illetve a múzeumok és egyéb épületek teszik ki.
A főváros kedvelt pihenőhelye és kulturális centruma, amiben vagy amelynek határain számos nevezetesség, látványosság található. Városrész minőségében hivatalosan néhány lakó-, illetve irodaházat is hozzászámolnak a peremén.

## Története

### A középkorban
A Városligetet először Rogerius nagyváradi kanonok említi Carmen Miserabile (Siralmas Ének) című művében, amely a tatárjárás pusztításait írja le. A mű szerint IV. Béla a Rákos-mezőn, valamint a mai Városliget területén állomásozott a tatárok ellen összehívott seregével. A jó ivóvizű, vadban gazdag fás legelő (ligetes sztyepp) egykor Újbécshez tartozott; a Rákos-patak egyik ága a jelenlegi Petőfi Csarnok és Városligeti-tó között kanyargott. A tatárjárás idején egy kisebb ütközet színhelye volt: 1241. március 17-én Sejbán tatár vezér könnyűlovasai megsemmisítő vereséget mértek Ugrin kalocsai érsek seregére.
1259-ben IV. Béla Újbéccsel együtt az akkor alapított Nyulak-szigeti dominikánus apácakolostornak adta. A következő két évszázadban az itt tartott országgyűlésekre érkező urak szolgaserege folyamatosan lepusztította a vidéket: az apróvadat kiirtották, a növényzetet letiporták. A Duna hordalékát megkötő vegetáció letaposása után a fölszabadult homokot szél hordta, áradás marta, és a vidék lassan elmocsarasodott. A helyzet csak Mátyás korában javult egy kicsit, mert a király gyakran az itt létesített vadaskertbe vonult vissza pihenni. Itt volt a király agarasa, vagyis az agarainak tanyája is; a homokbuckák között összegyűlt tavacskát Agaras-tónak nevezték.
1526-ban II. Lajos innen indult a középkori magyar állam temetőjéhez, Mohácsra. A török uralom alatt elhagyott zsombékosra Pest városa és a domonkos apácák jogutódai, a klarisszák is igényt tartottak. I. Lipót a területet kisebb pereskedés után Pestnek adta.

### A 18. században

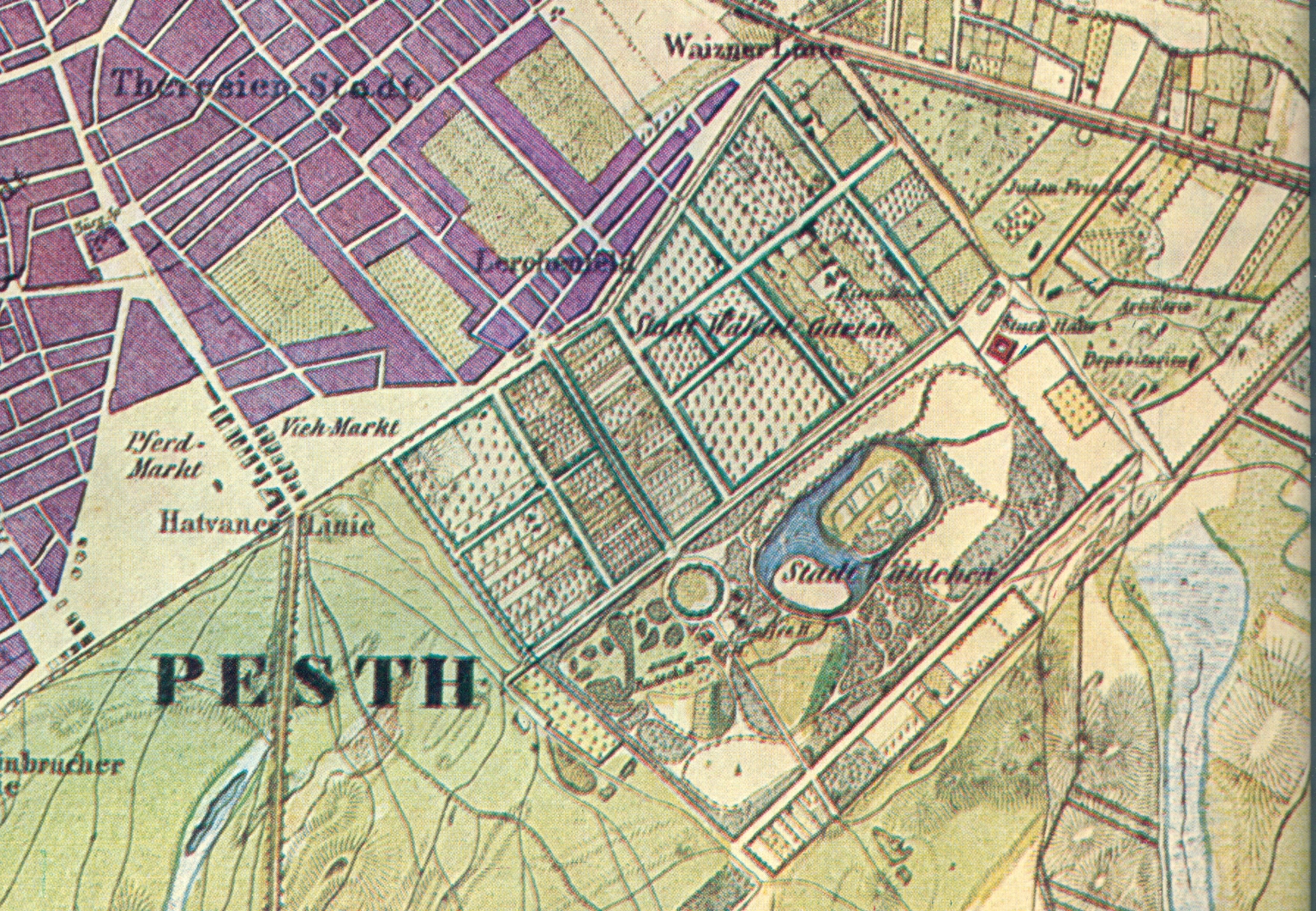
A Városliget 1760-ban (Buda és Pest környékének térképe, Kiscelli Múzeum)

Az akkoriban Ökrösdűlőnek nevezett terület legelő, illetve homokpuszta volt, benne egy mocsárral és annak két szigetével. A maláriaveszély csökkentésére a város fel akarta számolni a mocsarat, és 1755-ben fűzfákat (Salix sp.) ültettek a környéken. Az akció teljes kudarc volt, mert a fácskákat a város nem gondozta, nem védte, így aztán a csemetéket a közeli legelőkről átránduló marhák apránként felfalták. Ebből a telepítésből egyetlen fa sem maradt meg.
1770-ben Mária Terézia Erdőrendtartása (erdőtörvénye) előírta, hogy ahol kiirtották a fákat, az erdőt újra kell telepíteni. Az új ültetések gondozását kötelezővé tette, egyúttal ezeken a területeken megtiltotta a legeltetést. A rendelet végrehajtását Pest mintegy másfél évtizeden át módszeresen elszabotálta, mert a városnak amúgy is kevés volt a legelője.
II. József már szigorúan megkövetelte a rendtartásban foglaltak betartását. 1785-ben Hüllf Farkas Móric, a király feltétlen híve lett a város vezetője, aki azonmód terveket dolgoztatott ki a Városerdő csatornázására és újrafásítására. Ezzel Stolcz János (néhol Stolc) selyemhernyó-tenyésztőt és selyemtenyésztési felügyelőt bízta meg. Stolcz az akácok mellett eperfák (Morus spp.) ültetésére is utasította Tréfa János erdőkerülőt – az azokon tenyészteni remélt hernyók selymével kívánta ellátni Budapest terézvárosi (Valero) selyemgyárát. Az eperfa azonban kevésbé alkalmas a homok megkötésére, mint az akác, így az 1794-ben befejezett telepítés csak részben volt sikeres. Közben kialakítottak egy sétálóutat is a mai Városligeti fasortól az Erzsébet királyné útjáig. Az ettől délre eső részről egy árokkal lecsapolták a vizet; a terület apránként visszaerdősült. Az utolsó, Stolcz által telepített fűzfa 1913-ban, 135 évesen pusztult el.
1794-ben Boráros János városbíró, a várost irányító belső tanács tagja javasolta, hogy az egyre kedveltebb kirándulóhellyé váló Városerdőt alakítsák mulató- és üdülőhellyé. A tanácsnak látszólag tetszett az ötlet, a több tucat napszámossal elkezdett munkát azonban lépten-nyomon kicsinyes gáncsoskodásokkal hátráltatták.
E helyett a tanács 1799-ben 24 évre bérbe adta a leendő ligetet Batthyány József hercegprímásnak, aki bérleti díjat nem fizetett, de vállalta a terület tervszerű fásítását, kiépítését. A város pedig vállalta, hogy az elkészült gazdasági épületeket és fogadókat a 24 év elteltével napi áron átveszi. Vállalta továbbá, hogy megépíti az „Angol királytól” a Városerdőbe vezető utat, annak két oldalát fasorrá képezi ki a hercegprímástól kapott fákkal, majd azokat és az utat gondozza, karbantartja.

### A Batthyány-féle bérlet

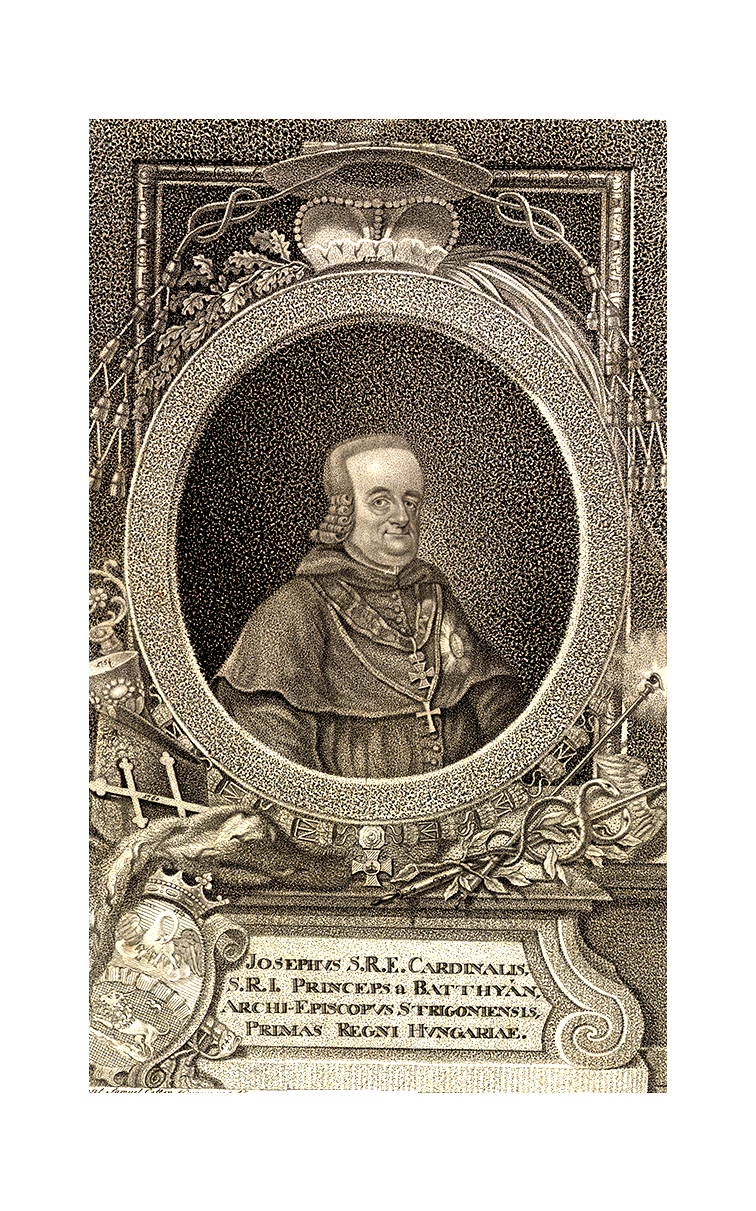
Batthyány József hercegprímás, aki kibérelte a Városerdőt

A munkálatokkal Batthyány Witsch Rudolf mérnököt, a bánáti német határőrezred földmérőjét bízta meg, aki kétezer emberrel fogott hozzá. Irányításával csatornákból táplált, 10 000 négyszögöl területű, nyílt víztükrű tavat hoztak létre, és a kitermelt földből a mocsárban két szigetet töltöttek fel:
- a Mocsár-szigetet a mai Széchenyi gyógyfürdő helyén,
- a Drót-szigetet a mai Vajdahunyad vára helyén (ezt 1861-ben Széchenyi Istvánról Széchenyi-szigetre keresztelték át). A tavat Witsch olyan szakszerűen alakította ki, hogy a betelepített halak megnőttek, és elszaporodtak.

Egyúttal sétányokat alakítottak ki; az 500 öl hosszú és 10 öl széles, úgynevezett „főallé” 1808-ra készült el. A sétányok mellé akác- (Robinia pseudoacacia) és platánfákat (Platanus x acerifolia) ültettek. Batthyány József még abban az évben (1799) meghalt, és ezzel a birtok öccsére, Batthyány Tódorra szállt. Ő a vállalt feltételeknek nem tett eleget, sőt elkezdte kitermeltetni a fákat. 1805 októberében, amikor a városi tanács végképp megunta a gróf viselt dolgait, az akkorra már Batthyány-erdőnek nevezett Városerdőt földesúri jogánál fogva visszavette tőle. Batthyányi Tivadar a döntés ellen ún. felségfolyamodványt nyújtott be, de azt a kancellária elutasította.
1800-ban Rumbach Sebestyén orvos vásárolta meg a mai Podmaniczky utca és Munkácsy utca sarkán kialakított telket, hogy a homokos területen szőlőt termesszen – kútásás közben azonban vastartalmú forrásra bukkant. Ezért megváltoztatta eredeti tervét, és inkább gyógyfürdőt építtetett szállodával és vendéglővel. 1806-ban nyitotta meg Pest első gyógyfürdőjét, amit értelemszerűen főleg gyógyulni és üdülni vágyó betegek látogattak.
Ugyancsak 1806-ban a városi tanács bizottságának javaslatára a tó vízszintjét szabályozó csatornát átépítették, és egyben új irányba vezették, így a tóból már északnak és délnek is egy-egy csatorna vezetett ki.

### A 19. század első felében
József nádor 1808 októberében (hét évnyi előkészület és huzavona után), végre meg tudta alapítani a Királyi Szépítő Bizottmányt.
1813-ban a Bizottmány – a nádor javaslatára – pályázatot írt ki „a város minden osztálya” számára egyaránt hasznos és kellemes mulatóhely megtervezésére – közülük (a magyar forrásmunkákban általában Nebbien Henrik néven említett) Heinrich Nebbien műkertész elképzeléseit fogadták el. Nebbien valódi népkertet kívánt teremteni, és ennek tervein közel három évig dolgozott. Aprólékosan feltérképezte az akkor 1 161 729 m²-es területet, talajmintákat gyűjtött, felmérte a Liget fáit és bokrait.
Kéziratban ránk maradt tanulmányában vázolja a korszerű kertművészet követelményeit, ismerteti a Városliget adottságait, és a kertészeti kiképzés részletes tervét a talajminőség és a vízellátás alapján állítja össze. Nebbien annyira hitt abban, hogy itt valami maradandót alkothat, hogy a pályadíjat azon nyomban felajánlotta a terv megvalósítására, egyben díjazás nélkül elvállalta a munkálatok igazgatását és felügyeletét. Elképzelései túlzóaknak tűntek – a teljes kiépítés 700 000 koronába került volna, és ennyi pénze se a városnak, se a Bizottmánynak nem volt. Ezért a nélkülözhetőnek tűnő látványelemek (amfiteátrum, díszes főbejárat) elhagyásával a költségvetést 300 000 koronára csökkentették. A Liget rekonstrukcióját 10 évre nyújtották el, majd József nádor adakozásra szólította fel a város polgárait és a magyar főurakat, de mindössze 45 000 koronát sikerült összekalapoznia; ezt is úgy, hogy 6000-et ő maga adott. Az adomány nagyobbik részét, mintegy 30 000 koronát a polgárság adta; a nagyobb arisztokrata családok – a Batthyányak, Pálffyak és a Grassalkovichok – nem áldoztak erre a közösségi célra. Ezért a városi tanács az első évre 10 000, a második évre 20 000 korona kölcsönt vett fel, amit a liget várható jövedelméből (a halászat, csónakáztatás, a kocsma bérlete, a mutatványosok bérleti díjai, valamint a Városliget melletti telkek értékesítése) kívánt visszafizetni.
Ehhez kellő alapot adott az a tény, hogy a város belső részeiről az építkezések miatt kiszoruló mutatványosok olyan helyet kerestek maguknak, ahol felverhetik sátrukat – és erre mi sem lehetett alkalmasabb az egyre kedveltebb kirándulóhellyé váló Ligetnél. Az első mutatványos Grossinger Lipót volt, aki 1810-ben 400 forint befizetése ellenében két évre bormérési jogot kapott a Városerdőben – emellett vállalta azt is, hogy saját költségén körhintát állít fel és működtet nagyjából a mai Állatkert helyén, és ezért további évi 50 forintot fizet a Bizottmánynak.
1815-ben települt ki a központból a tiroli Aloys Schmidt, és házikót épített mutatványai számára. Őt követve egyre több mutatványos és csepűrágó vert tanyát az István út (ma Ajtósi Dürer sor) és Aréna út (ma Dózsa György út) sarkához közel. Azért ott, mert ez a hely közel volt a Nebbien tervei szerint elkészült Rondóhoz (Rundó, Roundó), a Városliget ekkor legrendezettebb részéhez.
A munkák évekig tartottak, mert a homokos talaj megkötése nem volt egyszerű. A mocsár helyén tavat formáltak, és kiépítették a Páva-szigetet, majd a későbbi Hattyú- és a Nádor-szigetet. Faiskolát ültettek, megnagyobbították a régi kocsmát. Utakat alakítottak ki, mindenfelé fákat ültettek. Megépítették a Rondót, a Hattyú-szigeten pedig a Majorságot.
A jelenleg álló legöregebb platánokat 1818 és 1830 között telepítették át a Ligetbe József nádor alcsúti arborétumából. A fákat télen, havas úton, ökrös szánokkal szállították mostani helyükre.
1826-ban Anton Frigyes bécsi szitásmester építette meg (5978 forintért) a Liget első (nem földmunka jellegű) műszaki alkotását, a kisebbik (Páva) szigetet a szárazfölddel összekötő hidat. Ez volt az első, vas tartószerkezetű híd Pesten: 22 m távot hidalt át, szélessége 1,8 m volt. A függesztő műves szerkezet fapadlós pályáját kétoldalt két-két drótkötélre függesztették; innen kapta a Dróthíd nevet.
1827-ben Dorffinger József András kamarai tisztviselő összefoglalót készített a Szépítési Bizottmány terveinek végrehajtásáról. Ebben 24 pontja volt a „Városliget létrehozása szabályszerű terv alapján”; értékelése: részben teljesítve.
A Ligetet a reformkorban Városerdőnek nevezték, és a pestiek igen kedvelt szórakozóhelye volt annak ellenére, hogy a hozzá vezető főútvonalat elcsúfították 1830-ban, amikor a rendkívül hideg télben József nádor engedélyt adott a Fasor fáinak kivágására.
1830 körül már volt céllövölde és csúszda, itt láthatták az emberek Antóniót, a kardnyelőt, itt állhattak ki birkózni Horánszkyval, az erőművésszel.
1832-ben megindult Pest első omnibuszjárata, aminek a Páva-szigeten volt az egyik végállomása.
1835-ben (vagy 1836 folyamán) települtek a Ligetbe Scalabrini József kötéltáncosai, majd 1837-ben a Szépítő Bizottmány engedélyezte Tauber Fülöpnek, hogy tánchelyiséget építsen. Az első állandónak szánt mutatványosbódét 1838-ban építtette Wexlehner Sebestyén.
Az 1838-as pesti árvíz idején több ezer, a városból kiszorult ember menekült a Városligetbe, ahol a dombokon, buckákon dideregve várták több napig, hogy az ár levonuljon.
A tó vizét mindvégig sikerült tisztán tartani; azon a nyáron az úri közönség csónakázott, télen korcsolyázott. Nyaranta több halászversenyt is rendeztek: az elsőt és talán legnevezetesebbet József nádor rendeztette, 1839-ben. Sok ezres közönség figyelte álmélkodva, ahogy a rendezvény fénypontjaként Schwartz halászmester és emberei egy hatalmas vizát fogtak ki, majd felpántlikázva körbevitték Pesten, és végül kimérték. Mivel a tavat semmiféle vízfolyás nem kötötte a Dunához, valószínűsíthető (amint erre előbb-utóbb némely nézők is ráébredtek), hogy az előző nap a folyóból kifogott halat az éjjel csempészték át a Ligetbe.
1840-ben egy második gyógyfürdő is nyílt a Ligetben: a Pesti Vízgyógy és Edző Intézetet Ivanovics András, Pécsről származó homeopatikus orvos építtette fel a tó egyik szigetén. A 24 szobás, télen is működő intézetben „az izzadás különös, csupán erre szánt szobákban és nyoszolyákban fog történni és az üres idő zongorával és hírlapokkal ellátott különös ebédlőben lesz lerövidíthető” – írta az Orvosi Hetilap. Az intézetet mindkét nembeliek látogathatták, ám nők „csak az asztalnál lesznek együtt férfiakkal”. Ivanovics vállalkozása azonban veszteséges volt, ezért pár év múlva (1843-ban?) bezárt.
1842-ben, fiatalon elhunyt József nádor leánya, Hermina Amália Mária főhercegnő (* 1817). Ezután a város négy tekintélyes polgára megkérte a Szépítő Bizottmányt, engedjék meg nekik, hogy hogy önkéntes adakozásból kápolnát állítsanak a főhercegnő emlékére – kedvenc sétahelyére, a Városerdő keleti oldalára. Az épületet Hild József tervezte, és alapjait már 1842-ben lerakták. A kezdeti lendület után azonban az adományok lassacskán gyűltek, így az építkezés lelassult, majd a szabadságharc idején le is állt.
Az 1849-es tavaszi hadjáratban Heinrich Hentzi, a budai vár parancsnoka május 5-én ágyúztatni kezdte Pestet, miután a magyar csapatok megkezdték Buda ostromát. Az ágyútűz alá vett területek lakosai a Városligetbe menekültek, és ahogy az ostrom elhúzódott, kialakult a városligeti menekültváros. Schöpf-Merei Ágost ide költöztette ki Pesti Kisded Kórházát is. Május 20. után az emberek visszaköltöztek otthonukba.

### A Millenniumig
A Hermina-kápolna építését 1854-ben folytatták, mivel addigra egyrészt újabb adományok érkeztek, másrészt a városi tanács is megszavazott erre a célra 9500 forintot. A kápolnát 1856. szeptember 8-án szentelte fel Scitovszky János hercegprímás. A korabeli beszámoló szerint a nagymise alatt „a zene-világ királya s hazánk ebbeli büszkesége dr. Liszt Ferencz a szivet és ideget átható ’Vocal' miséjét személyes vezénylete alatt adta”.

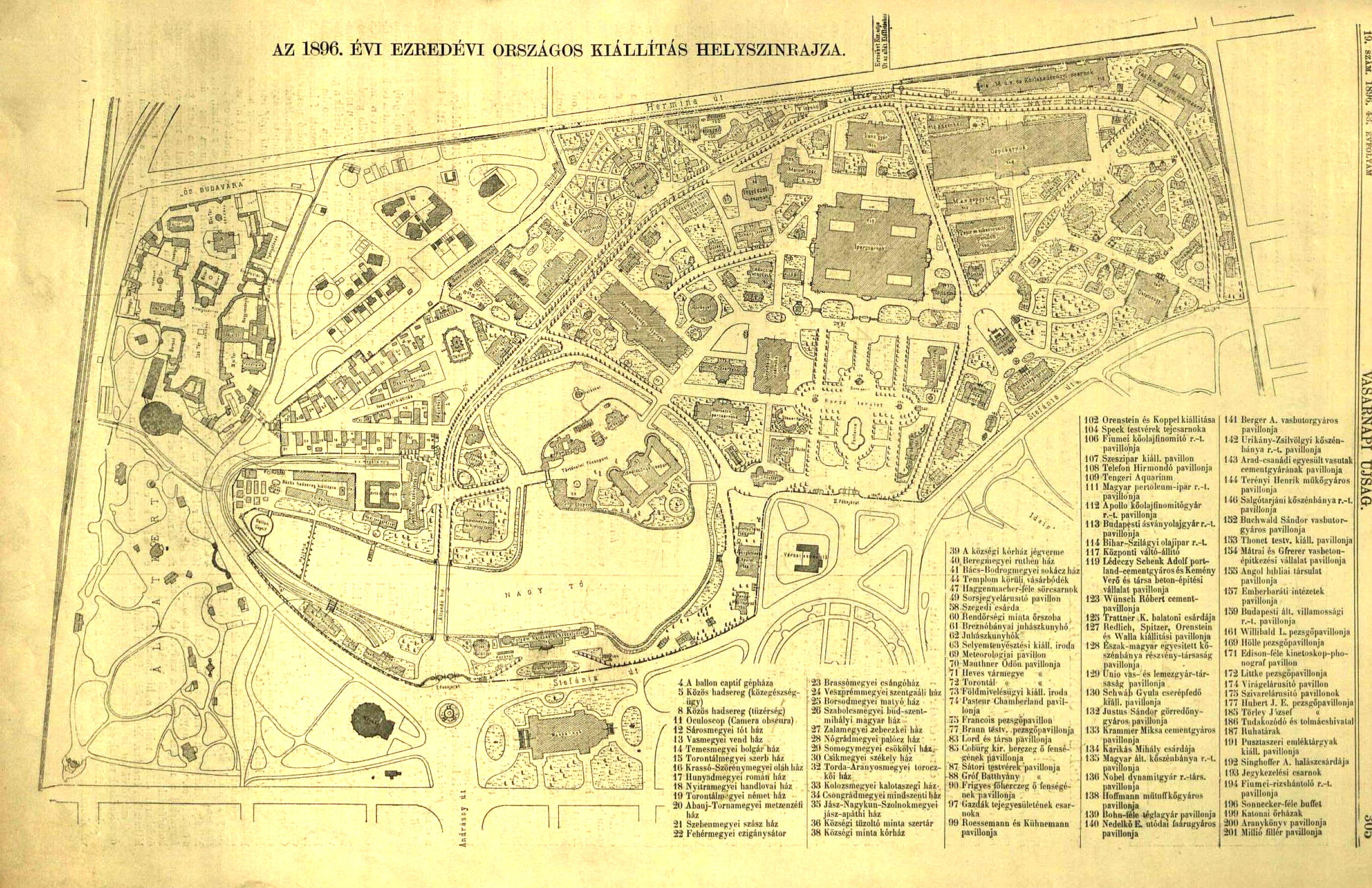
Az ezredévi kiállítás térképe (1896)

1855-ben újabb gyógyfürdő nyílt a Városligetben: dr. Fischhof Vilmos a Priessnitz-féle hidroterápiás gyógymóddal kezelte az ehhez elég gazdagok képzelt vagy valódi nyavalyáit. Tornácos, svájci stílusban épült, az akkori körülményekhez képest minden kényelemmel felszerelt gyógyintézetét a mai Teleki Blanka Gimnázium és a Vakok Állami Intézete helyén építtette fel. Az épületben ülőfürdők és izzasztószobák várták a gyógyulni vágyókat. Fischhof intézetében gyógyulni nem volt olcsó mulatság: egy havi kúra áráért külföldön 3-4 hónapos kezelést lehetett venni.
A Szépítő Bizottmány 1857-ben megszűnt; a Városliget tulajdonjoga 1861-ben visszaszállt a városra.
1863-ban Pecz Ármin főkertész vezetése alatt újraszabályozták a tavat, és újabb növényeket telepítettek.
1865-ben Pest városa mindössze évi egy arany bérleti díj fejében harminc évre átengedte az Állatkerti Részvénytársulatnak a Liget egy meglehetősen nagy részét állatkert építése céljából. Pecz Ármin és Reitter Ferenc csatornázási mérnök tervei szerint, 1866-ban alakították ki az állatkerti Nagy-tavat (ami mai formáját 1912-ben nyerte el).
Az 1860-as évek végén a mutatványosoknak át kellett költözniük a Rondó környékéről a Bethesda Gyermekkórházzal szembe, a Hermina út mellé, az akkor Tüzijáték térnek nevezett területre. A látványosságok között ekkoriban már volt óriáskerék és 5-6 körhinta is. Itt verte fel sátrát a híres cirkusztulajdonos Barocaldi, és ekkor indult Hincz Gusztáv bábszínháza is. Öt évre kapott működési engedélyt Vasváry Kovács József, akinek a városi közgyűlés engedélyezte a Hattyú-tó és a Tűzijáték tér között „egy közmulattatásra szánt útvesztő /:labyrinth:/ felállítását”.
1868-ban Zsigmondy Vilmos bányamérnök kezdeményezésére Pest városa artézi kút fúrásába fogott a mai Hősök terén, a Városligeti-tó és az Aradi utca között, a tótól 30 ölnyire távolságra. A 970 m mély kút 1878-ban készült el (a hévizet 1877. június 4-én érték el) – ez volt akkor Európa egyik legmélyebb fúrása, amiből napi 1200 m³ 73,8 °C-os víz tört fel. A kút fölé épített egyszerű bódét Zsigmondy „fúrháznak” nevezte.

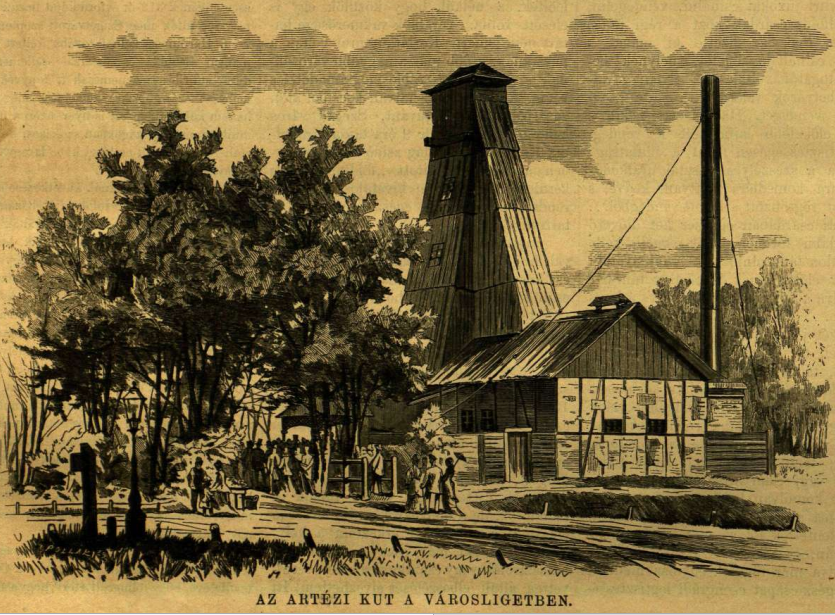
Az artézi kút a „fúrházzal” (1878)

1884-ben ezt lebontották, és helyette Ybl Miklós tervei alapján egy díszkutat építettek. A Gloriette nevű építmény 2,5 m magas, hatszögletű, balluszteres korláttal kerített terasz volt, amire két oldalról lépcső vezetett fel. A közepén egy 24 m magas zászlótartó rúd állt.
1869. december 2-án alapította meg Kresz Géza 15 társával a Pesti Korcsolyázó Egyletet. A városi tanács díjtalanul engedélyezte nekik, hogy a Városligeti-tó egy részét korcsolyapályává alakíthassák. Saját költségükön egy kis, fából készült melegedőt építtettek, és a korcsolyázók 1870. január 29-én ünnepélyesen megnyitották a városligeti pályát, a mai Városligeti Műjégpálya elődjét. A melegedő 1874-ben leégett; az első kőépület tervezésére kiírt pályázatot Lechner Ödön nyerte meg.

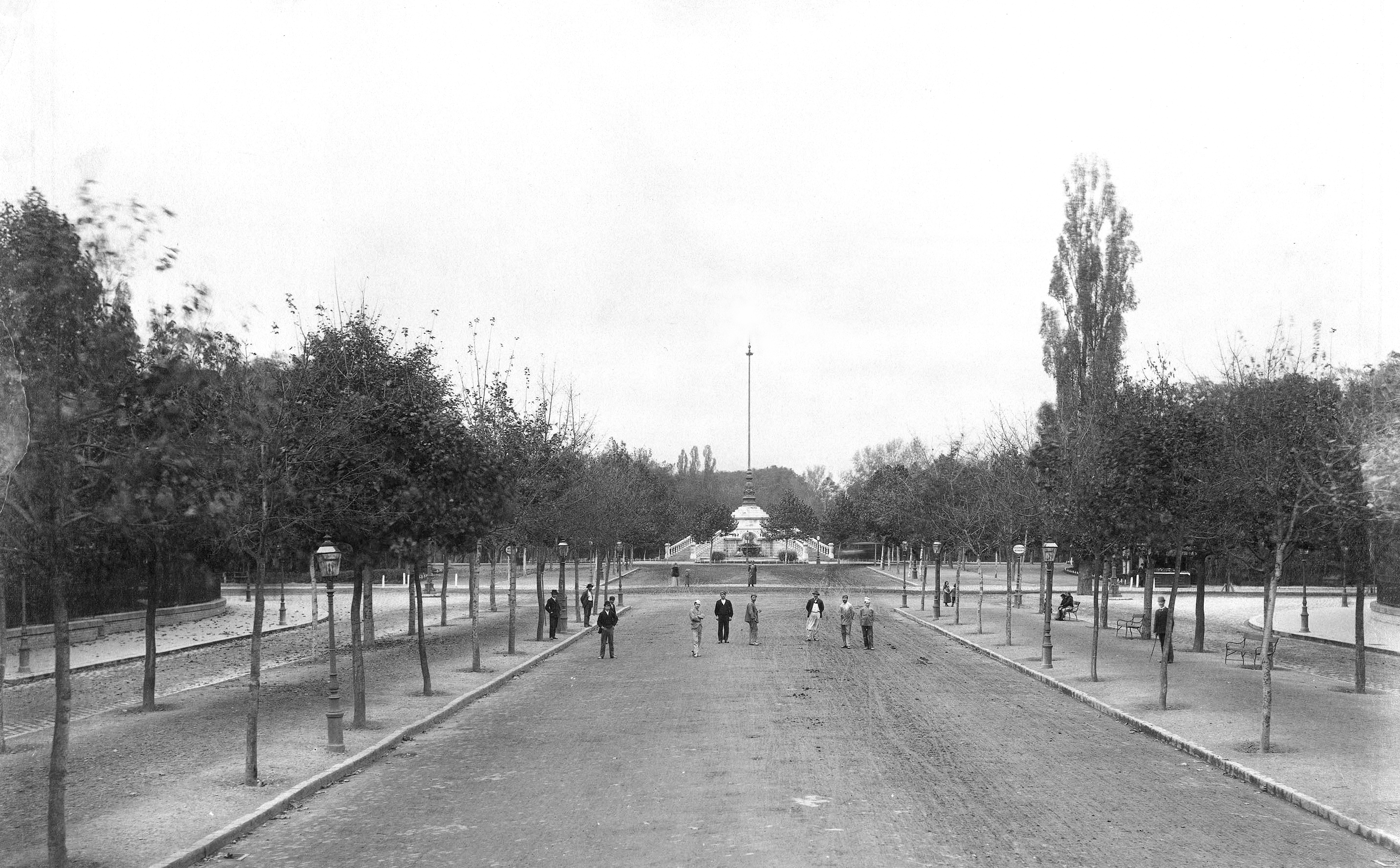
A Gloriette kút az 1890-es évek vége felé, Klösz György felvétele

1880-ban úgy döntöttek, hogy Budapest megpályázza egy világkiállítás rendezését, és annak helyszínét a Ligetben alakítják ki. A terep rendezéséhez több mint 800 fát vágtak ki.
A Zsigmondy-féle fúrás vizét hasznosította az 1881. július 3-án megnyílt Artézi Fürdő, amelyet egy, a város tulajdonában álló nyaralóból építettek át. A fürdőben hat szoba várta a bentlakó vendégeket. A földszinten 20 fürdőszoba volt és egy társas fürdő, amit egyszerre 20-25 fő használhatott – délelőtt a férfiak, délután a nők. Egy szoba ára egy főre napi 1 forint 50 krajcár volt; a társas fürdőért 30, a kádért 50 krajcárt kellett fizetni. A gyógyvizet itták is gyomorhurut, májbajok, krónikus bélhurutok kezelésére, valamint a reumatikus panaszok, pl. az ízületi merevség enyhítésére. A fürdőt sokan látogatták; megnyitásától kezdve nyereséges volt, ezért a város vezetősége 1884-ben hozzáfogott egy végleges fürdő előkészítéséhez. Annak tervezésével Czigler Győzőt bízták meg. Ő a fürdőt a városligeti híd tengelyébe szerette volna felépíteni, de ezt nem engedélyezték, mert ott a már megépült Andrássy út tervezett meghosszabbításának útjában állt volna. A megfelelő helyszínt sokáig nem találták.
1885-ben az Országos Általános Kiállítás felépítése miatt a csepűrágóknak el kellett költözniük immár a Tűzijáték térről is: ezúttal a mai Széchenyi fürdő helyén ütöttek tanyát. A kiállításra felhúzott épületek közül a rendezvény bezárása után hármat tartottak meg:
- a Műcsarnokot (ma Millennium Háza, más néven: Olof Palme Ház; tervezte: Kauser Gyula),
- az Iparcsarnokot (tervezte: Ulrich Keresztély) a mai Petőfi Csarnok helyén és
- a Király pavilont a Magyar Alkotóművészek Házával szemben.

1889. június 27-én nyitotta meg Wulff Ede német-holland cirkuszigazgató az általa vasvázas hullámbádogból épített csarnokban a Fővárosi Nagycirkusz elődjét.
1892-ben a Fischhof-féle ingatlant megvásárolta a magyar állam, és a fürdő helyén felépítette a Vakok Állami Intézetét.
A Műjég jelenlegi, neobarokk stílusú épületét 1895-ben emelték id. Francsek Imre tervei alapján. Egyúttal elkezdték a tó újraszabályozását is.
1894-ben épült fel a Vampetics-vendéglő (1910 óta Gundel). Épületét Zrumeczky Dezső tervezte.
1895-ben épült fel a Műcsarnok, az ország legnagyobb kiállítóterme.
A Millenniumra készült el:
- a Millenniumi Földalatti Vasút
- a Műcsarnok

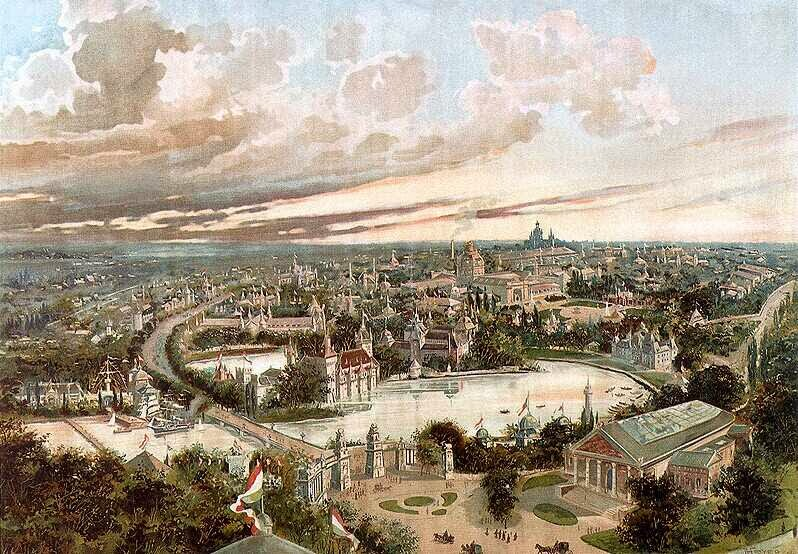
Az ezredéves kiállítás madártávlati képe

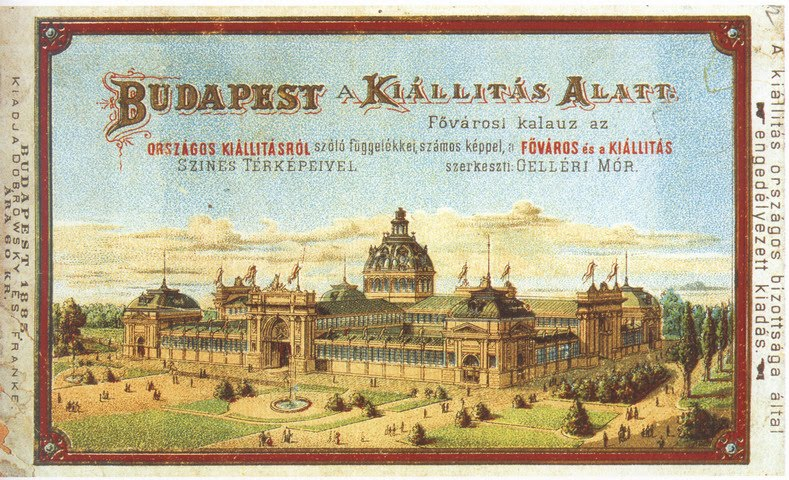
Az Iparcsarnok épülete (1885)

- a Vajdahunyad vára első, zömmel fából épült változata
- az Állatkertből elvett területen a kontinens legnagyobb, Ős-Budavára névre keresztelt mulatónegyede

Ekkor épült két híd:
- a földalatti vasút (ezen a szakaszon a felszínen vezetett) sínei fölött átívelő, vasbeton hidat Wunsch Róbert cementtechnikus tervezte;
- a Millenniumi Emlék mögött a tavon átvezető híd tervezője Zielinszky Szilárd volt; kivitelezői Korb Flóris és Giergl Kálmán.

A Hősök terén a fő szimbólum Millenniumi emlékművet csak az ünnepségek után, 1898-ban kezdték építeni, (tervezte: Zala György, építette: Schickedanz Albert).
Az Ezredévi Kiállítás 240 pavilonjában kizárólag magyar eredetű tárgyakat, alkotásokat, gyártmányokat és termékeket mutattak be; a pavilonokat a kiállítás bezárása után elbontották.

### Az I. világháború végéig
Az első világháború kitörése előtt Räde Károly kertészeti igazgató a megnövekvő forgalom miatt átrendezte, nagyobb tömegek befogadására tette alkalmassá a Városligetet úgy, hogy ne torlódjanak fel az emberek a pihenő- és sétáló helyeken. Új utakat építtetett, tágas pázsitmezőket vettetett, és igyekezett értékes fákat, cserjéket meghonosítani.
Az ünnepségekkel járó nagyobb forgalom reményében Fényes Márton a mai Magyar Állami Operaház helyén működött régi Vurstliból 1896-ban telepítette át a Városligetbe Plasztikon névre keresztelt panoptikumát és Bonctani Múzeumát. Az épület alsó termében több mint 100 viaszbáb kapott helyet, a felső szint volt a „bonctani múzeum”.
1896-ban 800 000 néző tekintette meg a 15 x 114 m méretű Racławicei körképet, mely az 1794-es Kościusko-felkelés idején zajló racławicei csatát jeleníti meg. 1898-ban ugyanitt mutatták be a hasonló méretű Erdélyi körkép című festményt, ami Bem József egyik dicsőséges győzelmét ábrázolta a tavaszi hadjárat idejéből.
1899-ben nyílt meg a Közlekedési Múzeum, amelynek épületét Banovits Kajetá tervezte és Ulrich Keresztély építette.
1906. december 1-jén adták át a Szépművészeti Múzeum épületét; az ünnepségen Ferenc József is részt vett.
1907-ben, az Iparcsarnokban rendezték meg az első Tavaszi Vásárt (1925-től Budapesti Nemzetközi Vásár).
1908-ban a megnyílt az Angol Park, az azóta bezárt Vidámpark őse.
1908 szeptemberében az Ős-Budavára csődbe ment; a mulatónegyedet bezárták.
Az 1909 és 1913 között épült Széchenyi gyógyfürdőt Czigler Győző és Dvorzsák Ede tervezték.
1913. június 16-án adták át a Széchenyi gyógyfürdő végleges épületét – a mellé tervezett szállodát azóta sem építették meg.

### A két világháború között
Az I. világháború utáni helyreállítás részeként a régi padokat felújították, befestették, új padokat, székeket helyeztek el, az utakat rendbe hozták és felszórták, a kivénült gyepet felásták, helyette újat telepítettek, változatosabb színpompájú virágágyakat terveztek. Az értékes fákat pótolták, sok szép díszcserjét és csoportokban díszpázsitot vetettek. A Magyar Mezőgazdasági Múzeum déli oldalán sziklakertet alakítottak ki, az északi oldalra árnyékot kedvelő évelők csoportjait ültették.
A kápolna körül az évek során kiépült és a róla Herminamezőnek nevezett városrész lakóinak kérésére Csernoch János hercegprímás 1919-ben egyházközséget alapított, és a szentély 1936-ig ennek plébániatemploma volt (1937-ben ezt a szerepet a Kassai téri templom vette át, mert a kápolnát a gyülekezet kinőtte).
1925-ben, Kotsis Iván tervei alapján kezdték építeni a Damjanich utca tengelyében álló Regnum Marianum-templomot, hálából a Magyarországi Tanácsköztársaságtól való megszabadulásért, amit 1931-ben szentelt fel Serédi Jusztinián (1951-ben városrendezési okokra hivatkozva lerombolták.)
1927-ben ifj. Francsek Imre tervei alapján kibővítették a Széchenyi gyógyfürdőt.
A tér közepén, a Gloriette korábbi helyére került 1929-ben a „Nemzeti Hősök Országos Emlékköve” (tervezés: Hősök Emlékét Megörökítő Országos Bizottság, építette: Lechner Jenő). A Milleniumi emlékműet az emlékkővel együtt, 1929. május 26-án avatták fel a Magyar hősök emléknapján.
1938-ban, a 34. Eucharisztikus világkongresszus tiszteletére készült el a Hősök tere díszburkolata.

### A Rákosi-korszakban
A második világháborúban a Városliget súlyos veszteségeket szenvedett. Az újjáépítés közben két nagy hibát követtek el:
- újra megnyitották a nemzetközi vásárt és
- túlméretezték a Felvonulási teret (a Sztálin-szobor miatt).

Az Iparcsarnok és a Király pavilon olyan súlyosan megrongálódott, hogy újjáépítés helyett elbontották őket.
A Milleniumi emlékmű Habsburgokat ábrázoló szobrait lecserélték, helyükre a magyar nemzeti szabadságküzdelmek vezető alakjai kerültek, a sérült szobrokat kijavították. A Hősök emlékkövét 1951-ben eltávolították, helyére egy az előzőhöz hasonló, kisebb kőtömb került 1956 tavaszán (Gebhardt Béla alkotása).
A Panoptikumot 1950-ben felszámolták, a bábukat elásták. Az épületben a '60-as években planetárium működött, majd azt is lebontották.
Budapest Törvényhatósági Bizottsága 1949 decemberében, Sztálin közelgő (71.) születésnapja alkalmából határozta el, hogy „Sztálin generalisszimuszról művészi kivitelben és méretben méltó emlékművet készíttet, és állíttat fel fővárosunk erre legméltóbb és legalkalmasabb helyén, a határozati javaslat elfogadásától számított egy éven belül” – valójában ez persze nem ment ilyen gyorsan. 1951 tavaszán eldöntötték, hogy a leendő emlékművet a mai Városligeti fasorral szemben, a Dózsa György út járdaszegélyétől 75 méterre állítják fel, és dísztribünnel egészítik ki. A szobrászok több fordulós pályázatát Mikus Sándor nyerte; a 8 m magas, 65 mázsás bronzszoborba beolvasztották Tisza István, Andrássy Gyula, Darányi Ignác 1945–ben ledöntött szobrait is. Csengery Antal szobrát áthelyezték az Almássy térre.
A Hősök tere és az Ajtósi Dürer sor között 360 méter hosszan 85 méteresre szélesítették a Dózsa György utat. Ez lett a Felvonulási tér, amin április 4-én díszszemlét tartottak, május elsején pedig a kivezényelt „dolgozók”, iskolások és egyéb néptömegek vonultak fel az állampárt és az állam a dísztribünön helyet foglaló vezetői előtt. Ehhez le kellett bontani a villamos végállomását, a Regnum Marianum templomot és a Városligeti Színházat.
A tribün 19,99 m hosszú, 4,8 m széles és 1,75 m magas lett, a posztamens keresztmetszete 3,2 × 3,48 m; magassága közel 10 méter. Az emlékművet 1951. december 21-én, a Sztálin születésnapja utáni pénteken, 80 ezer ember előtt avatták fel – a zsarnokságnak ezt a jelképét a felkelők 1956. október 23-án, közel százezer ember jelenlétében döntötték le.

### A Kádár-korszakban és a rendszerváltás után (1956–2013)

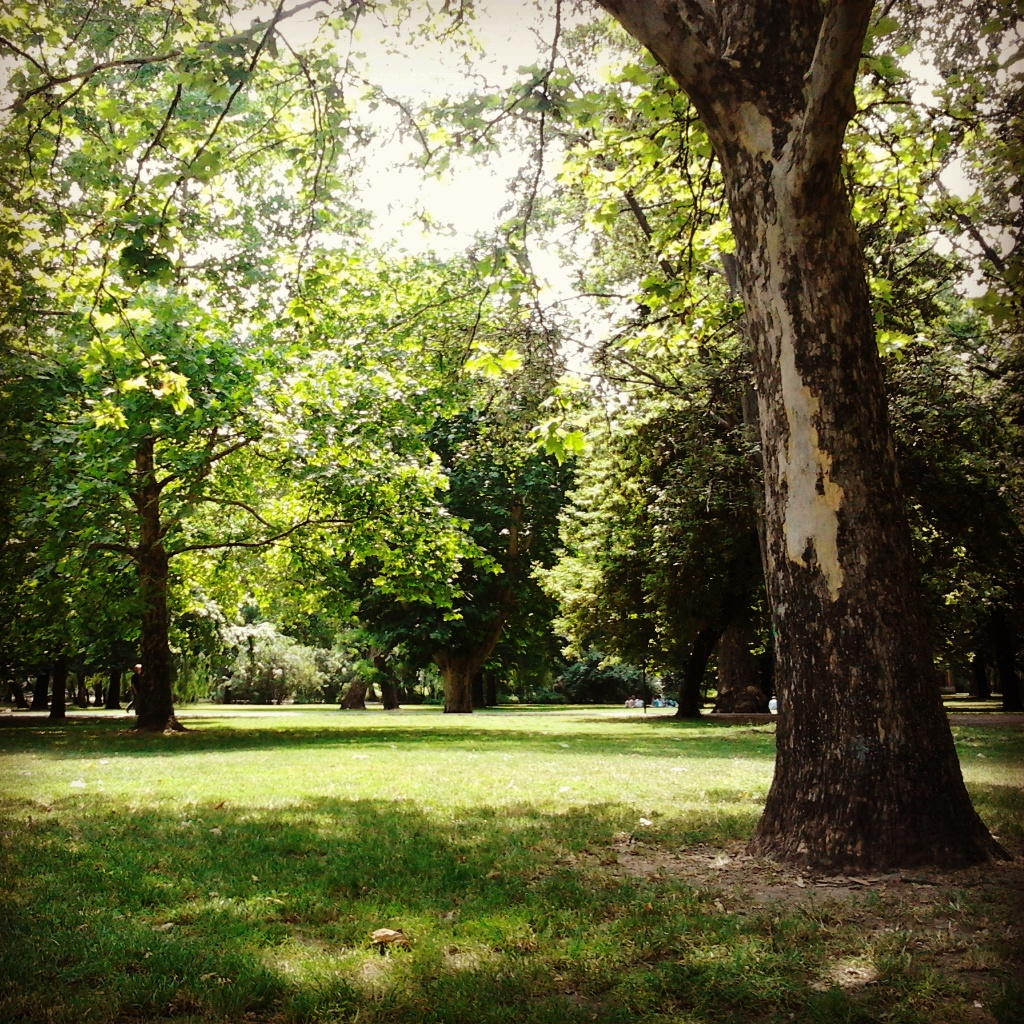
A Városliget fái

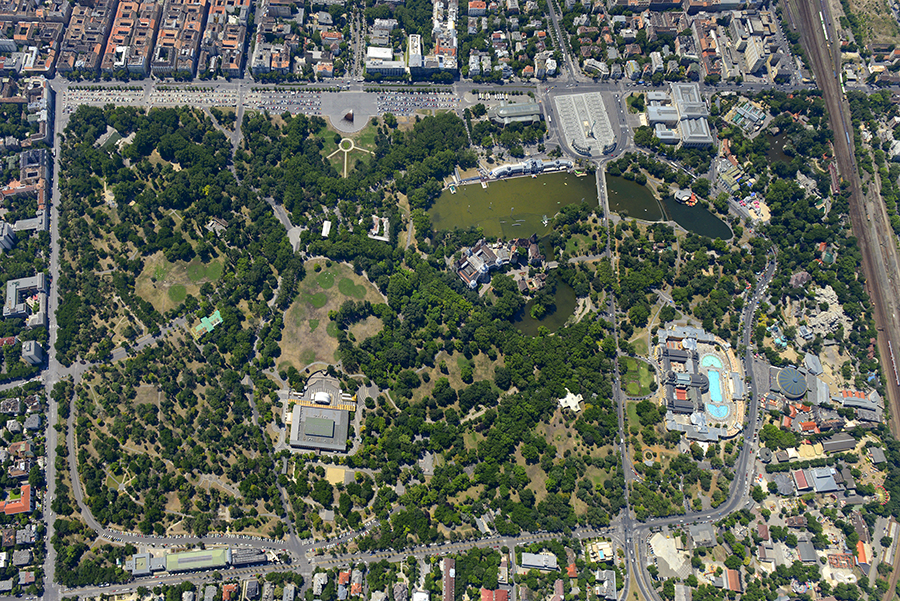
A Városliget légi felvétele az átalakítása előtt

Sztálin csizmáját a talapzattal csak 1965-ben bontották el. A dísztribünt 1975-ben vörös márvánnyal újraburkolták.
1967-ben, a Főkert fennállásának 100. évfordulójára épült meg a Kis Botanikus Kert; ennek részeként a Vakok kertjét Csorba Vera tervezte.
Abban az évben megépült a Főkert új székháza.
1973-ban átadták a Kisföldalatti Mexikói útig hosszabbított szakaszát, majd 1974-ben a Budapesti Nemzetközi Vásár kiköltözött a X. kerületi Albertirsai úti Vásárvárosba. Így a zöldterület számottevő részét visszanyerték. Utóbbi kerítései és számos egykori pavilonja ugyanakkor megmaradt a közelmúltbeli lebontásukig. Az Iparcsarnok (1985-2015 között Petőfi Csarnok) és az igazgatóság kivételével a városligeti vásárközpont legtöbb épületét ezután lebontották, a területet ismét megnyitották. A vegyipari pavilon kerek, kupolás épülete még 2000 körül állt, majd lebontották. A Hermina út mentén 1963 óta álló, hullámos tetejű, egykori információs épület egyedüliként fennmaradt, eleinte büféként, jelenleg Pántlika néven nosztalgia bisztróként üzemel.
1974–1978 között a magyar történelem legnagyobb parképítő programjában közel 100 000 darab cserjét ültettek és pótolták a hiányzó fákat. Ekkor építették a BNV elköltözése után elbontott épületek anyagából és a Városliget rendezéséhez kitermelt földből az Olof Palme sétány mellett, a Magyar Alkotóművészek Házával majdnem szemben álló dombot (47°30'40"N 19°5'15"E), amit akkor még Szánkódombnak hívtak. Országosan ismertté 1983-ban Szörényi Levente és Bródy János: István, a király című rockoperájának bemutatója tette. Azóta Királydombnak nevezik.
A vízi növényzetet is megpróbálták bemutatni a Városligeti-tónak a Városligeti körút és a Paál László sétány felőli oldalán. A víz utánpótlását adó Széchenyi gyógyfürdőből azonban algásodást okozó anyagok jutottak a tóba. A víz kellemetlen szagúvá vált, és ezen se a vegyi, se a kézi tisztítás nem segített. Végül a betelepített növényzetet kiirtották, a tónak ezt a részét is lebetonozták.
A Felvonulási teret többször is átalakították; rajta szobrokat, emlékműveket helyeztek el, illetve bontottak le. Végül magát a közterületet is átnevezték.
A liget állapota az ezredfordulót követően erősen leromlott. A teljes körű megújulásért dolgozta ki az állam – az egyébként később igen sok vitát is kiváltó – úgynevezett „Liget Budapest” (a közbeszédben gyakran „Liget Projekt”) tervét. 2015-ben László Árpád, a Robinson étterem és a tó melletti burgerező tulajdonosa így nyilatkozott erről is a fennálló viszonyokról:
„A nívós múzeumi negyed remélhetőleg sok külföldi látogatót vonz majd, akik európai színvonalú szolgáltatást várnak, nem pedig vidéki búcsúhangulatot, kacsintós pénztárcát ötszázért. A Városliget ma is úgy néz ki, mint az aranyfogú orosz és NDK-s turisták idejében, ezért szerintem nem lesz kár. A csak sörért, perecért idelátogató réteg talán lemorzsolódik, bár szerintem ők is alkalmazkodnak a váltáshoz, a kínálat is alakítja a keresletet.”

### Liget Budapest (2013–napjaink)
A park megújítását és funkcióbővítését 2013-ban iktatta törvénybe az Országgyűlés, és ezzel Liget Budapest néven megkezdődött a Városliget funkciójának jelentős módosítása. A projekt keretén belül a park minden tekintetben megújul 2019-ig. A beruházó Városliget Zrt. és Nagy Béla városépítész szakértő szerint is az új épületek vitalitást és életet fognak hozni az elhanyagolt parkba. Emellett nő a zöldfelület, nő a biológiai aktivitás, amit a Fővárosi Közgyűlés által elfogadott Városligeti Építési Szabályzat több pontban is rögzít. A projekt gazdasági realitását a KPMG által készített gazdasági tanulmány is alátámasztja, mely szerint 15 éven belül megtérülhet a 200 milliárd forintos beruházás. A projektben eddig egyedülálló módon 8 tervpályázatot folytattak le az új épületekre és a parkra, melyeket a tervezés során tovább egyeztetnek néhány civil szervezettel is. Bardóczi Sándor tájépítész számítása szerint, a tervezett építkezés a park hatalmas fái közül, 572-763 egyed pusztulását jelenti. A projekt megvalósítása során több mint ezer új ültetésű fával, 2 kilométeres futókörrel (mely helyett 2018 végéig egy 200 méteres kör készült el[forrás?]), nagyobb játszóterekkel, kiterjesztett Csónakázó-tóval, egy rózsakerttel, és sok más egyéb szórakoztató létesítménnyel is gazdagodik majd tájképi kert formában a Városliget. Az Ipsos Közvéleménykutató Zrt. 2016. januári felmérése szerint a Városliget használóinak kétharmada támogatja a Liget Budapest projekt célkitűzéseit, hogy új, korszerű kulturális intézmények is kerüljenek a Ligetbe olyan módon, hogy közben a park zöldfelületét is fejlesszék, és annak nagyságát is növeljék.
A Városliget átépítésének terve a közvélemény, és a szakmai szervezetek egy részében azonban tiltakozást váltott ki. Sokan felháborítónak tartják a félrevezető információkat, csúsztatásokat: A Liget Budapest projekt szerint nő a zöldfelület, ami valóban igaz, de egyrészt a zöldfelületbe a Városligeti-tó vízzel borított betonfelülete is beszámításra kerül, másrészt a kivágandó fák helyére kerülő építmények tetejére kerülő néhány centiméteres fűréteg is. Nem véletlen, hogy egy újabb, 2016. június végén elvégzett közvéleménykutatás eredménye szerint a megkérdezettek túlnyomó többsége elutasítja a Városliget tervezett módon történő átalakítását. A Liget Budapest projekttel párhuzamosan egy független szakértői csoport alternatív masterplan-t és koncepciót dolgozott ki LIGET BUDAPEST+ néven.
A Liget Budapest projektben 2018-ra elkészült a Szépművészeti Múzeum Román csarnokának teljes rekonstrukciója, mely az épület történetében a legnagyobb felújításnak számít. A megújult a Román csarnok mellett helyrehozták a Michelangelo-termet és a Schickedanz-termet is; korszerűsödött az elavult fűtőrendszer; és további kiállító- és közönségforgalmi tereket, restaurátorműhelyeket alakítottak ki. A fejlesztés az épület alapterületének negyven százalékát érintette. 2019-ben már Millennium Háza néven nyitotta meg kapuit az egykori Olof Palme Ház, melynek műemléki rekonstrukcióját szintén elvégezték a projektben. A Városliget aranykoráról szóló kiállítás és egy századfordulós hangulatú, Zsolnay kerámiákkal díszített kávéház kapott helyet a 130 éves épületben. A főbejárat elé egy 1500 tőből álló rózsakertet is kialakítottak, melynek közepén az épület eredeti homlokzati díszítésével harmonizáló Zsolnay szökőkutat helyeztek el. Ugyanebben az évben készült el – ugyan a Városligeten kívüli helyszínen, a Szabolcs utcában – az Országos Múzeumi Restaurálási és Raktározási Központ és a Komáromi Csillagerőd is, szintén a Liget projektben. Előbbi a Magyar Nemzeti Galéria, a Néprajzi Múzeum és a Szépművészeti Múzeum háttér intézményeként szolgál, utóbbi pedig a Szépművészeti Múzeum gipszmásolat gyűjteményének ad majd helyet. 2020-ban a projektben átadták azt a 800 férőhelyes, földalatti parkolóházat is, mely a Dózsa György út és az Ajtósi Dürer sor kereszteződéséhez közel helyezkedik el. A Múzeum Mélygarázs különlegessége, hogy falait a nemzeti képtár modern gyűjteményéből válogatott festmények másolatai díszítik.
2018 és 2021 között több olyan munkát is elvégeztek a Városligetben a Liget projekt keretében, amely a park sportfunkcióját erősítette, és egyes helyeken a növényzet, a zöldfelület megújítása is megtörtént. Az Ajtósi Dürer sorral párhuzamosan Ifjúsági Sportpályákat alakítottak ki, melynek tervezésébe bevonták a környező iskolákat. Többek közt egy kisebb futókör, távolugrógödör, és labdajátékokra használható pályák találhatóak itt. A Városliget sarkán egy nagy Sportcentrumot is kialakítottak, ahol 5 db multifunkciós sportpálya, műfüves focipálya, kosárlabdapálya használható, ezen felül ping-pong asztalok, teq-asztalok, sakk asztalok, kültéri kondiparkok, mászófalak, gördeszka pool, petanque-pálya került a ligetbe, illetve egy új, 2 km-es, kivilágított, rekortán futókör. A Dózsa György út, Ajtósi Dürer sor kereszteződéséhez közel, 13 000 négyzetméteren hozták létre a Nagyjátszóteret, amely Budapest legnagyobb játszótere lett, és több mint ötvenféle játszóelemet kínál a gyerekeknek, léghajómászókától a csúszdákig és vizes játszóelemekig, korosztályok szerinti bontásban. A parkfejlesztés részeként a projektben felújították a hetvenes évek óta létező Vakok kertjét és a "Kis botanikus kert" néven ismert kertrészt is, amely Mőcsényi Mihály botanikus kertként üzemel tovább. Mindkét helyszínen megújították a teljes növényállományt, az ott található építmények modern formát kaptak, illetve új köztéri bútorokat, parkelemeket helyeztek el. A kutyatartók számára két korszerű, kutyás parkrészt is építettek a projektben, egyet a Hermina úttal párhuzamosan, egyet pedig az Ajtósi Dürer sor és a Stefánia út kereszteződéséhez közel.

## Kulturális és sportesemények, rendezvények
A budapesti Városliget lett a világ első nyilvános, mindenki számára nyitott parkja.
Az 1800-as évek legelején André-Jacques Garnerin feleségével és fogadott leányával hatalmas érdeklődés közepette itt hajtotta végre a legelső ejtőernyős ugrást Magyarországon.
1802-ben lóversenyt rendeztek egyenes pályán, a fasoron végig a Ligetbe.
1811. június 3-án Gregor Kraškovič szlovén származású orvos és Johann G. Menner bécsi fizikus innen szálltak föl Magyarországon először hőlégballonnal, amelynek tulajdonosa az orvos volt. Korabeli beszámolók szerint:
„A léggömb textilből készült, és hidrogénnel volt megtöltve. Selyemháló burkolata volt, amelyről a lefutó 40 erős zsineg tartotta a hosszúkás kosarat. Ebben különféle műszerek és kellékek mellett a léghajós helyezkedett el. A légi járműre a tulajdonosa sasokat és különféle figurákat, feliratokat festett. A léggömb feltöltésének és felbocsátásának időpontját három-három ágyúlövés jelezte. A léggömb szabadon a szél áramlatának Gyöngyösig repült és ott utasával simán földet ért.”
1834-ben Mensen Ernst norvég „gyorsfutó” azzal kápráztatta el az embereket, hogy a Városliget elején lévő, „rét-körnek” nevezett tisztást háromszor futotta körbe gólyalábakon.
A Magyar Kocsilótenyésztés Emelésére Alakult Részvénytársaság 1879-ben rendezte az első ügetőversenyt a Városligeti-tó körül. „Az ügetés a városligeti két vendéglő közt kezdődik, s a Rondeau dél felőli oldalát megkerülve, az artézi kút felé megy, ezt jobbra elhagyva Állatkert előtt halad el, s a tavat megkerülve a vendéglőhöz tér vissza, ahol a nyerőpont lesz.” 1880-ban már négy futamot rendeztek, 1881-ben pedig már kétnapos volt a verseny. A Ligetben 1882-ben rendeztek utoljára ügetőversenyt; akkor átköltöztették a futamokat a Tattersallba.
1885-ben itt rendezték az Országos Általános Kiállítást, 1896-ban itt volt a millenniumi ünnepségek fő helyszíne.
1900 januárjában a Városligeti Műjégpályán avatták Magyarország első gyorskorcsolyabajnokát, Péczeli Andort (Pesti, Tarjányi, 2011).
1904-ben az Állatkert anyagi helyzetének javítására bikaviadalt rendeztek, de az nem hozta meg a remélt bevételt.
1907-ben, az Iparcsarnokban rendezték meg az első Tavaszi Vásárt (1925-től Budapesti Nemzetközi Vásár).
1938-ban a Ligetben tartották a 34. Eucharisztikus világkongresszus egyes rendezvényeit, majd 2021-ben az 52. Nemzetközi Eucharisztikus Kongresszust is.
1983-ban itt mutatták be az István, a király című rockoperát.

## A Városliget növényei
Őshonos fajok:
- fűz (Salix sp.),

A Városliget térképe 2007-ben

- jegenyenyár (Populus nigra 'Italica'),
- rezgő nyár (Populus tremula).

1755-ben telepített (már egy sem él):
- fűz (Salix spp.).

1785-ben telepített (Stolcz; már egy sem él):
- eperfa (Morus alba, Morus nigra),
- akác (Robinia pseudoacacia).

Batthyány-Witsch-féle telepítés 1794–1799:
- akác (Robinia pseudoacacia),
- platán (Platanus x acerifolia) – mára kipusztultak;.

Nebbien-féle telepítés 1808 után:
- ezüst hárs (Tilia tomentosa),
- platán (Platanus x acerifolia) – ezek közül néhány ma is áll; ezek a Liget legöregebb fái
- mocsárciprus (az elsőt valószínűleg 1846-ban ültették)[33]

Räde-féle telepítés az 1900-as évek elején:
- amuri parafa (Phellodendron amurense),
- szomorú bükk (Fagus sylvatica 'Pendula'),
- kanadai vasfa (Gymnocladus dioicus),
- amerikai feketedió (Juglans nigra),
- amerikai tulipánfa (Liriodendron tulipifera),
- díszalmafa (Malus sp.).

I. világháború utáni telepítés:
- molyhos nyír (Betula pubescens),
- kínai papíreper (Broussonetia papyrifera),
- közönséges lucfenyő (Picea abies),
- kínai dió (Juglans cathayensis),
- liliomvirágú uborkafa (Solanum sp.?),
- cserszömörce (Cotinus coggygria).

Az 1974–1978 között telepített Kis Botanikus Kert ismertebb fái:
- kínai susogófa (Cedrela sinensis, Toona sinensis)
- atlanti cédrus (atlaszcédrus, Cedrus libani var. atlantica)
- borókafenyő (Juniperus communis)
- feketefenyő (Pinus nigra)
- páfrányfenyő (Ginkgo biloba)
- hegyi juhar (Acer pseudoplatanus)
- közönséges vadgesztenye (Aesculus hippocastanum)
- kínai papíreperfa (Broussonetia papyrifera)
- szilva (Prunus domestica)
- egybibés galagonya (Crataegus monogyna)
- bükk (Fagus sylvatica)
- fekete dió (Juglans nigra)
- amerikai tulipánfa (Liriodendron tulipifera)
- jezsámen (Philadelphus sp.)
- kocsányos tölgy (Quercus robur)
- lisztes berkenye (Sorbus aria)
- szőlő (Vitis spp.).

### Nevezetesebb fák, facsoportok
- A Közlekedési Múzeum mellett áll három szép mezei juhar (Acer campestre),
- a Városligeti körútnál, az Ilka utcával szemben hét korai juhar (Acer platanoides),
- a Mezőgazdasági Múzeum és a Petőfi Csarnok között egy zöld juhar (Acer negundo).
- A régi, tönkretett szökőkút környékét a bükkfa néhány különleges változata díszíti. Közelükben áll a magas kőris egy ritka szép változata, a Fraximus excelsior ‘Aurea’.
- A Paál László sétány mellett álló örökzöld tölgyet 70 éves korában, 1977-ben ültették át jelenlegi helyére.
- Az egykori mocsári vegetációra emlékeztető fák a Petőfi Csarnok és a Városligeti-tó közötti részen:
  - szomorúfűz (Salix x sepulcralis) facsoportok; egy 18 és egy 16 méter magas fa éppen a volt patakmeder mellett áll.
  - amerikai mocsárciprusok (Taxodium distichum). Egy 20 méter magas mocsárciprust 1846-ban – halála előtt egy évvel – ültetett József nádor.
- A Királydomb mellett álló közönséges tiszafa (Taxus baccata) érdekessége, hogy kettős törzsű.
- A Mezőgazdasági Múzeum udvarán telepített, árnyékkedvelő (zömmel örökzöld) fák és cserjék:
  - közönséges tiszafa (Taxus baccata)
  - közönséges magyal (Ilex aquifolium)
  - közönséges mahónia (Mahonia aquifolium)
  - ráncos levelű bangita (Viburnum rhytidophyllum)

### A Városliget rendezésében közreműködött mérnökök, kertészek
- Stolcz János (1785–1794), selyemtenyésztési felügyelő (futóhomok megkötésre akác- és eperfa-telepítés)
- Witsch Rudolf (1799) mérnök (mocsárlecsapolás, tavak kialakítása a Városerdő területén)
- Christian Heinrich Nebbien (1813–?) kertész, kertépítő. A Városliget első rendezési tervének kidolgozója (1817)
- Pecz Ármin (1861–?)
- Fuchs Emil (1865–1896) Pest város első főkertésze
- Pecz Ármin (kertész, 1855–1927) az Állatkert (részben) és az Ezredéves kiállítás kerttervezője
- Ilsemann Keresztély (1892–1912) Budapest főkertésze
- Räde Károly (1913–1930) Budapest kertészeti igazgatója
- Morbitzer Dezső (1930–1939) Budapest kertészeti igazgatója
- Jancsó Vilmos (1945–1949) Budapest kertészeti igazgatója
- Radó Dezső (1962–1984) FŐKERT igazgatója

## A Városliget sétányai
A Városliget és környékének térképe
A Városligetet átszelő útvonalak közül kettőn közlekedhetnek gépjárművek:
- az Állatkerti körúton (ez a Hermina út folytatása) és
- a Kós Károly sétányon (ami éppen ezért valójában nem sétány a Hősök tere és a Kacsóh Pongrác úti felüljáró között. Tulajdonképpen az M3-as autópálya legelső szakasza.

A Liget többi útvonala tényleg sétány:
- Olof Palme sétány a Hősök tere és a Stefánia út vége között;
- Paál László út' a Széchenyi gyógyfürdő és az Olof Palme sétány (Zichy Mihály út) között;
- Zichy Mihály út az Olof Palme sétány (Paál László út) és az Erzsébet királyné útja vége között;
- Dvorzsák sétány az Olof Palme sétány és az Ötvenhatosok tere között (a Zichy Mihály út, illetve a Paál László út folytatása);
- Washington György sétány az Olof Palme sétány és a Paál László út között; a Városligeti-tó délkeleti partja mentén;
- Liezen-Mayer sétány a Paál László út és a Petőfi Csarnok között;
- Vajdahunyad sétány a Kós Károly sétány és a Petőfi Csarnok között, a Vajdahunyad várán át;
- Winston Churchill sétány a Paál László út és a Petőfi Csarnok között, az előzővel többé-kevésbé párhuzamos;
- Városligeti körút az Ajtósi Dürer sorral, majd a Hermina úttal többé-kevésbé párhuzamosan, a végén a Városligeti-tó felé elkanyarodva a Kós Károly sétányig.

## A Városliget intézményei, épületei
A Millennium idején, az ezredéves ünnepségekre épült meg határában a Hősök tere és rajta a Millenniumi emlékmű, a Vajdahunyad vára, illetve ezen belül számos magyarországi épület mása (pl. Jáki kápolna). Elkészült a Magyar Mezőgazdasági Múzeum, majd fokozatosan a ma látható épületegyüttes többi eleme, a Városligeti tó, a Műjégpálya, a Fővárosi Állat- és Növénykert, a Fővárosi Nagycirkusz, a Széchenyi gyógyfürdő, a Szépművészeti Múzeum és a Műcsarnok.
Korábban itt állt a 2013-ban bezárt, és nagyrészt elbontott Vidámpark, a 2016–17-ben lebontott Közlekedési Múzeum is, aminek helyére az Innováció Házát tervezik. Itt állt az elbontott Petőfi Csarnok, különféle kulturális rendezvények színhelye.
Mint Budapest egyik „hivatalos városrésze”, a határain belül található néhány bérház, illetve irodaház is, amelyekben a 2001-es népszámlálás adatai szerint 113 ember lakott.

### A fontosabb épületek útvonalanként
Dózsa György út:
- Műcsarnok 1146, Dózsa György út 37.
- Szépművészeti Múzeum 1146, Dózsa György út 41.
- Néprajzi Múzeum 1146 Dózsa György út – Ötvenhatosok tere
- Múzeum mélygarázs 1146, Dózsa György út

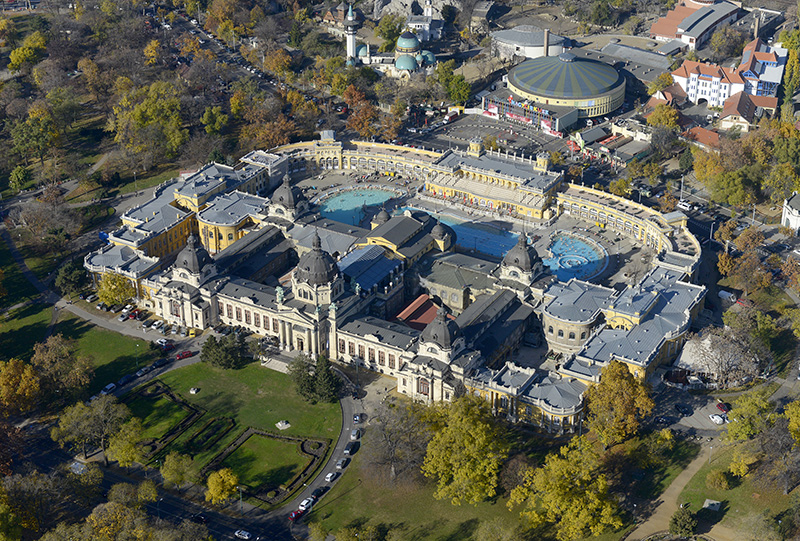
Városliget, Széchenyi fürdő – légi fotó

Gundel Károly út (az Állatkerti körút egy rövid szakasza):
- Bagolyvár étterem 1146, Gundel Károly út 2.
- Gundel étterem 1146, Gundel Károly út 4.

Állatkerti körút:
- Fővárosi Állat- és Növénykert 1146, Állatkerti körút 6-12.
- Fővárosi Nagycirkusz 1146, Állatkerti körút 12/A
- Városligeti Pavilonkert 1146, Állatkerti körút
- Széchenyi gyógyfürdő 1146, Állatkerti körút 9-11.

Olof Palme sétány:
- Millennium Háza 1146 Olof Palme sétány 1.
- Magyar Zene Háza 1146 Olof Palme sétány 3-5.
- Városligeti Műjégpálya 1146 Olof Palme sétány 5.
- Korcsolyacsarnok 1146 Olof Palme sétány 5.

Vajdahunyad vára:
- Magyar Mezőgazdasági Múzeum
- Jáki kápolna

## A Városliget szobrai, emlékművei
A Liget szélén, az egykori Felvonulási téren (ma: 56-osok tere) áll az Időkerék és a 2006-ban felavatott 1956-os emlékmű.
Több sétány mellé felállították azok névadóinak mellszobrát.
A Mezőgazdasági Múzeum melletti szoborsor mellszobrai az első magyar mezőgazdasági szakírókat mutatják be.
A Liget legrégibb épített emléke egy sírkő, ami alatt Toporczi Horváth Jakab pesti ügyvéd nyugszik; ő volt Martinovicsék védője a magyar jakobinusok perében. 1806-ban kelt végrendeletében 700 forintot hagyott Pest városára azzal a kikötéssel, hogy földi maradványait a mai Városligetben helyezzék örök nyugalomra, és sírkövére csak a latin FUIT, vagyis 'volt' szót véssék.

## Képgaléria

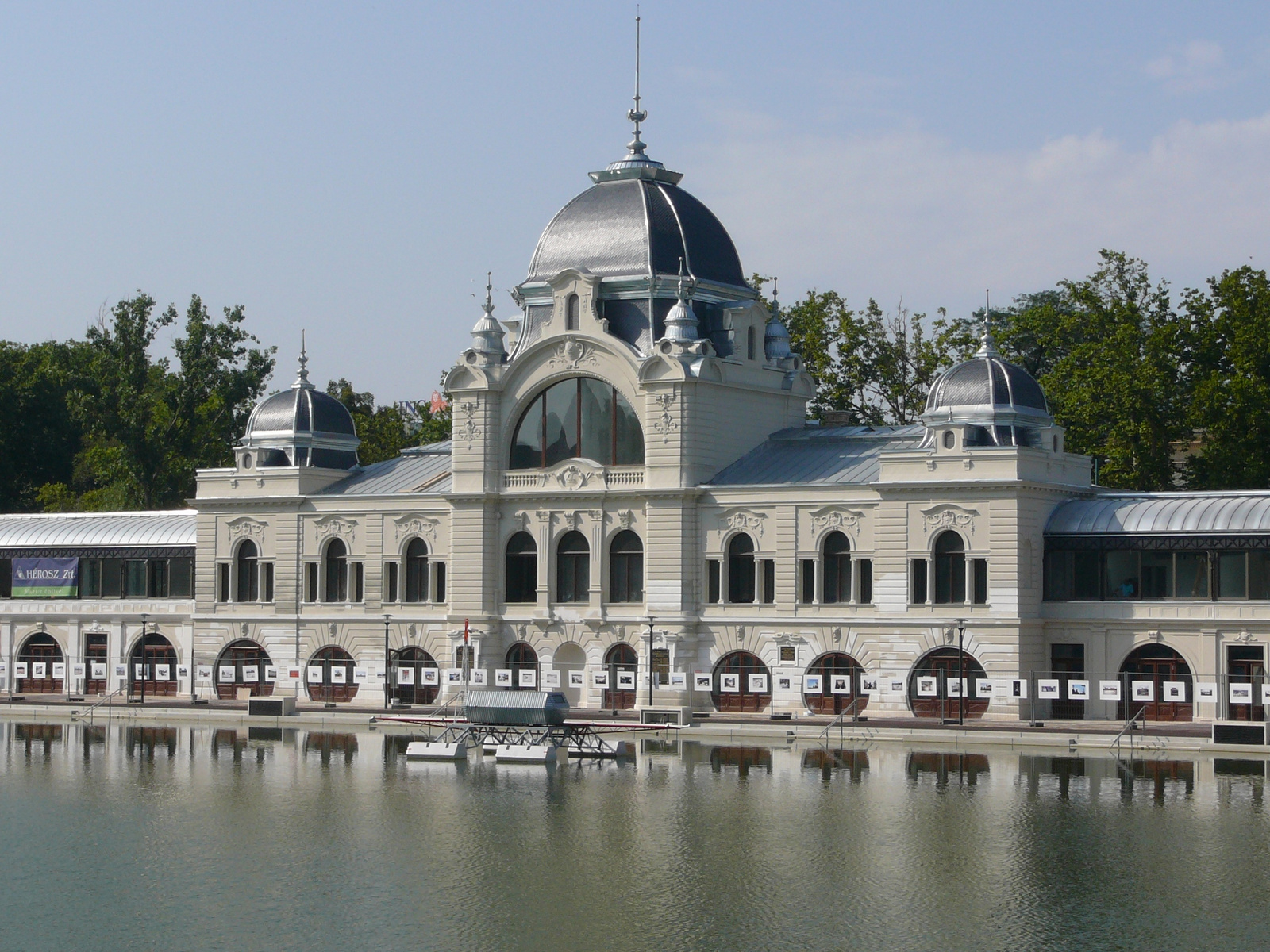
A Műjégpálya korcsolyacsarnoka nyáron
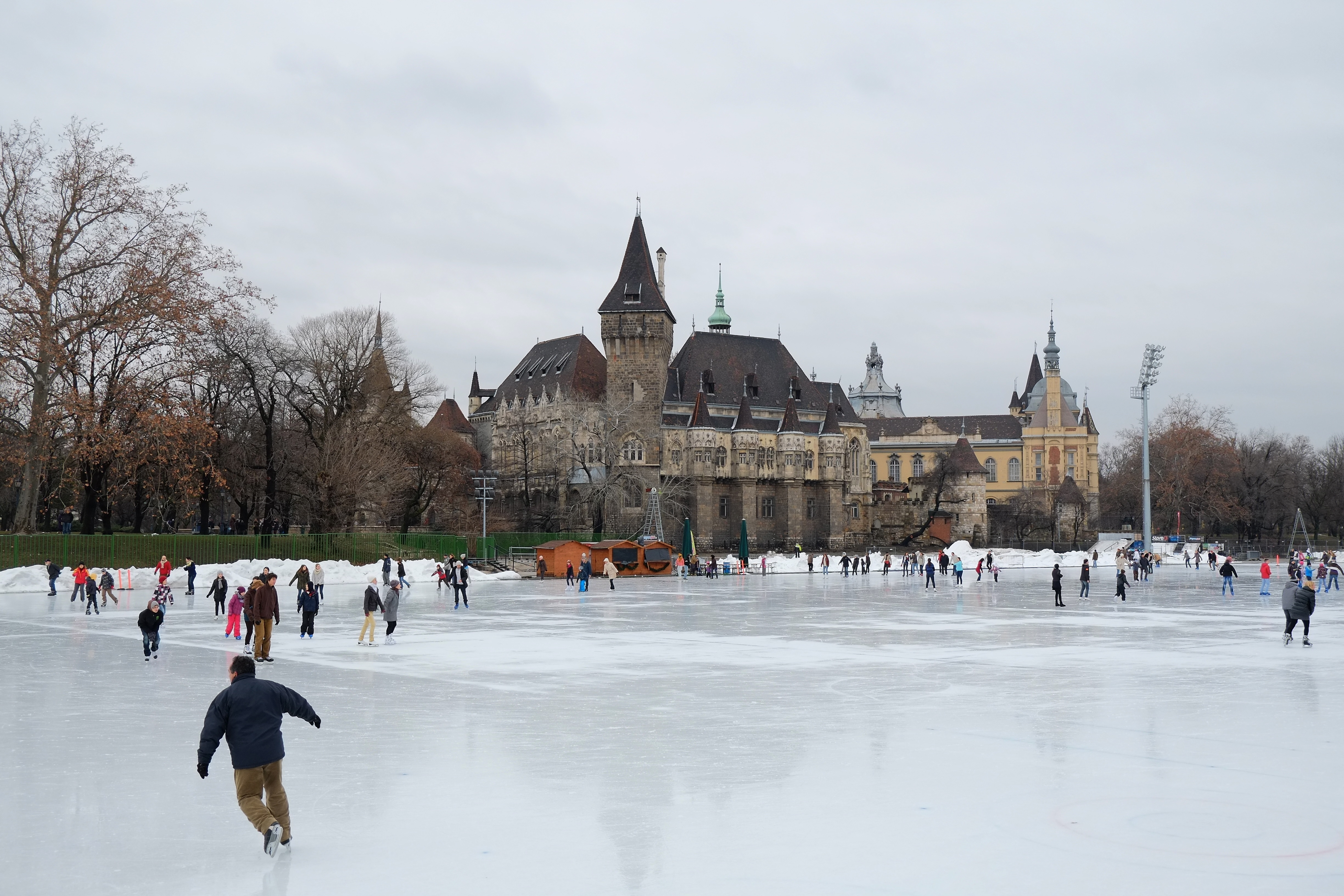
Vajdahunyad vára télen a műjégpályával
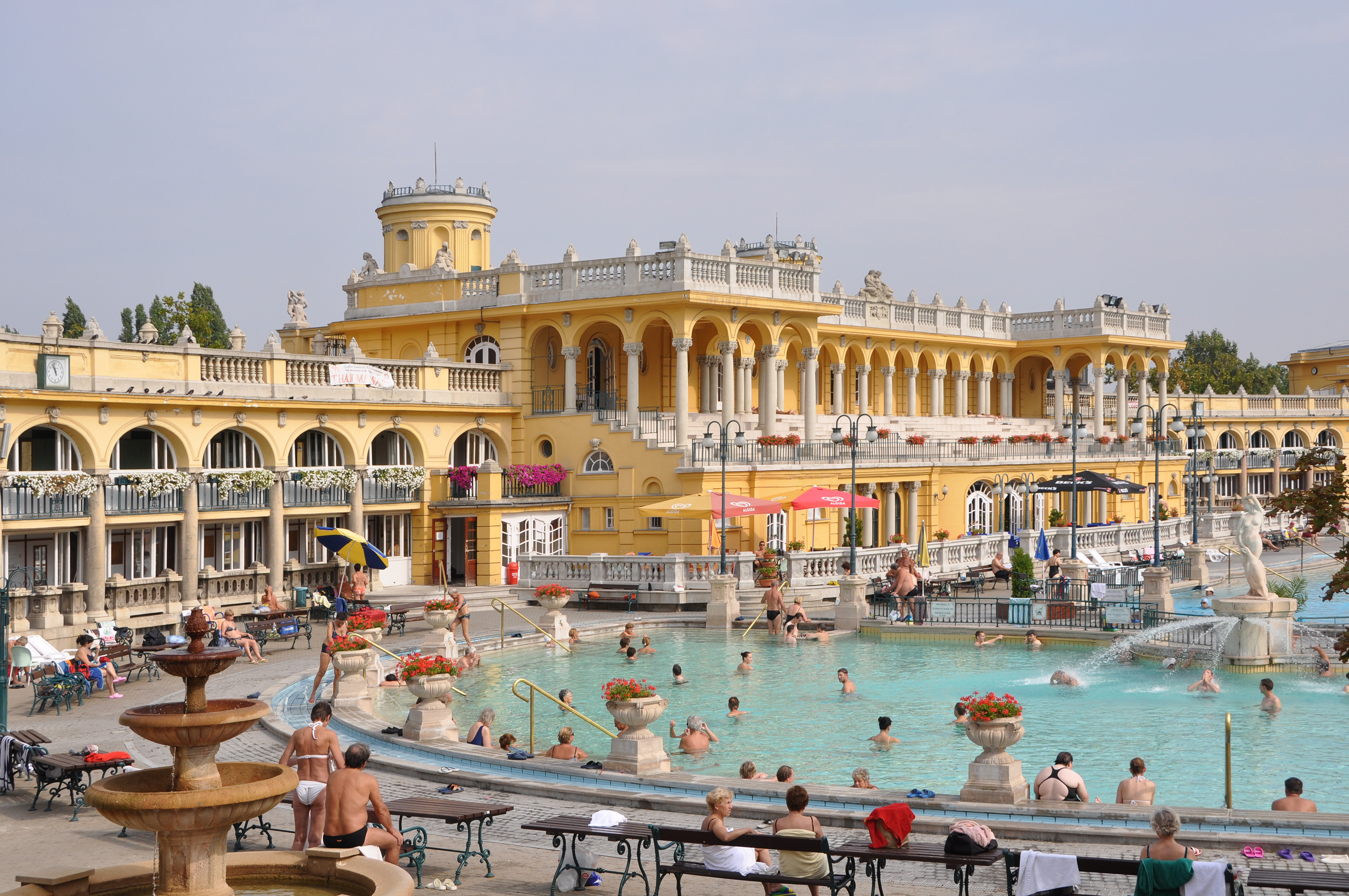
A Széchenyi gyógyfürdő belső, nyitott medencéi
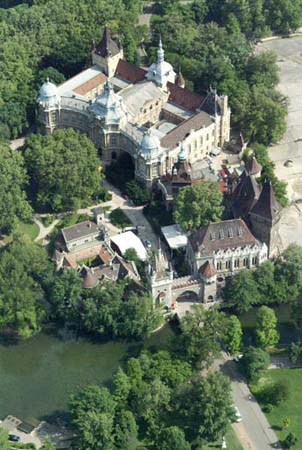
A Vajdahunyad vára légi fotón
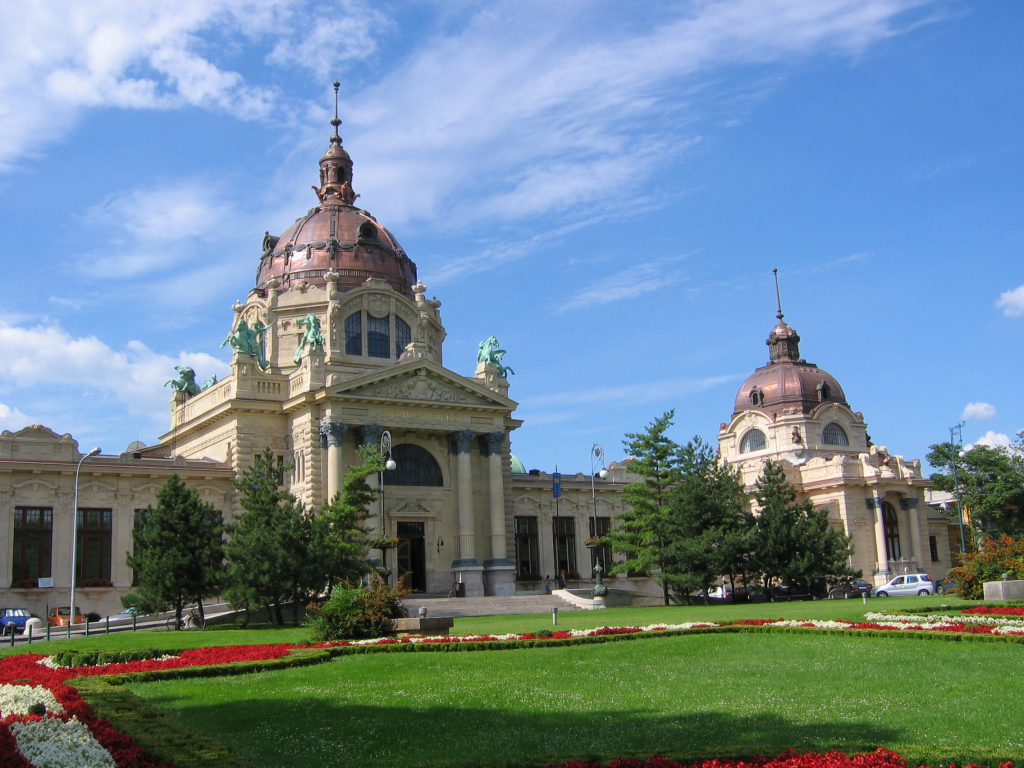
A Széchenyi gyógyfürdő
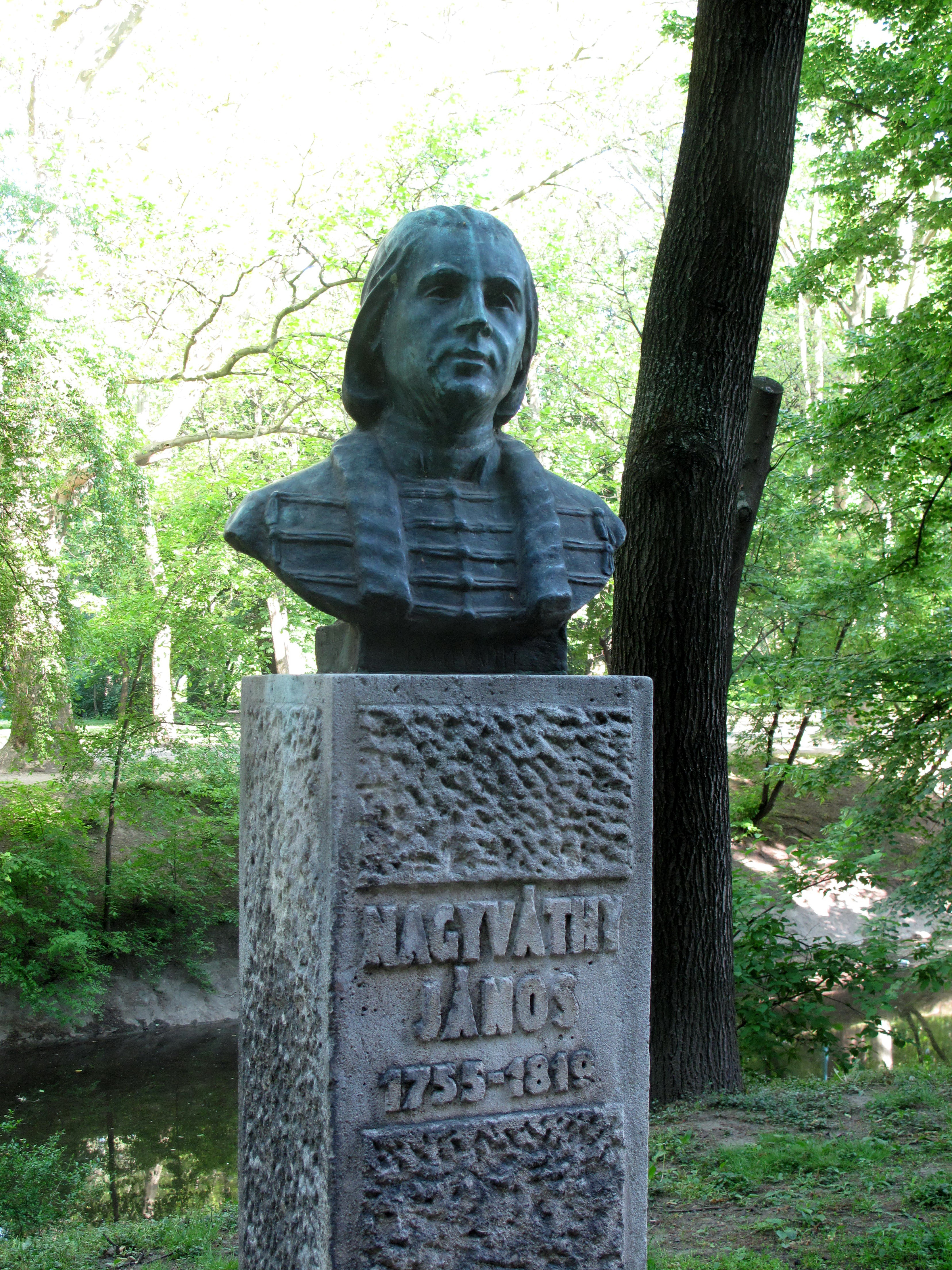
Nagyváthy János mellszobra
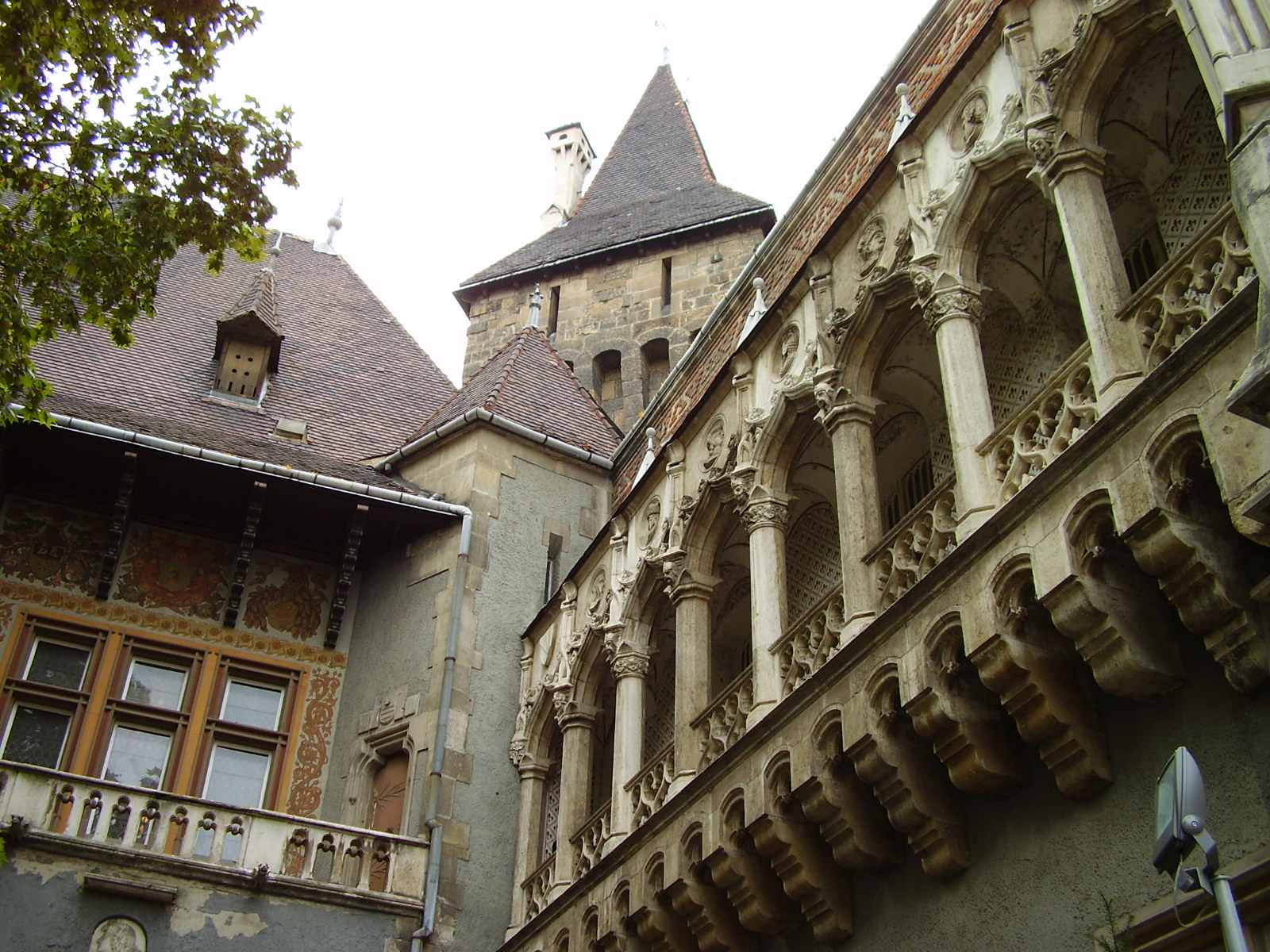
Vajdahunyad vára
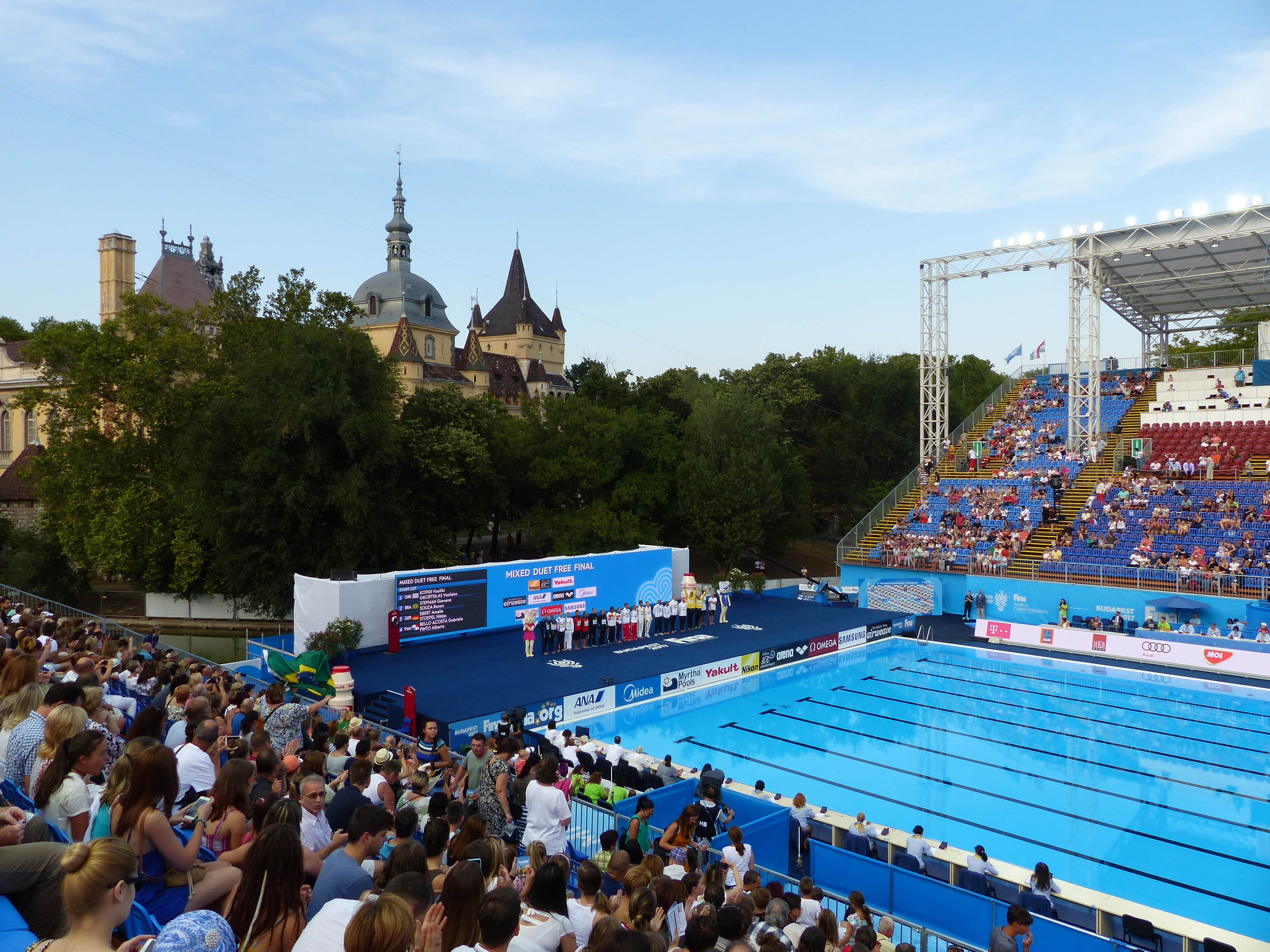
2017-es úszó-világbajnokság – Aleksandr Maltsev és Mikhaela Kalancha